# 山田脩造
山田 脩造（やまだ しゅうぞう、1992年11月27日 - ）は、日本の男子バレーボール選手。V.LEAGUE DIVISION1 MENのウルフドッグス名古屋に所属している。

## 来歴
福岡県糟屋郡須恵町出身。実姉の影響で小学3年次からバレーボールを始めた。
福岡大大濠高等学校を経て、2011年、日本体育大学に進学。
2013年、日本代表登録メンバーに選出された。
2014/15シーズン、豊田合成トレフェルサ（現・ウルフドッグス名古屋）の内定選手となった。内定選手としてV・プレミアリーグの試合に出場し、Vリーグデビューを果たした。
2015年、大学卒業後に、豊田合成トレフェルサに入団した。
2017年、日本代表登録メンバーに選出された。
2023年、第71回黒鷲旗全日本選抜大会でチームの優勝に貢献し、ベスト6を受賞した。同年12月24日、V1男子のサントリーサンバーズ戦でVリーグ通算230試合出場となり、Vリーグ特別表彰制度の「Vリーグ栄誉賞」の表彰基準に到達した。

## 球歴
- 日本代表 - 2013年、2017年
  - ワールドグランドチャンピオンズカップ - 2017年

## 所属チーム
- 須恵町小学生男子バレーボールチーム
- 須恵町立須恵中学校
- 福岡大大濠高等学校
- 日本体育大学
- 豊田合成トレフェルサ / ウルフドッグス名古屋（2015年-）

## 受賞歴
- 2023年 - 第71回黒鷲旗全日本選抜大会 ベスト6
- 2024年 - Vリーグ栄誉賞